# Strzyżyk karoliński
Strzyżyk karoliński (Thryothorus ludovicianus) – gatunek małego ptaka z rodziny strzyżyków (Troglodytidae). Zamieszkuje Amerykę Północną. Nie jest zagrożony wyginięciem.

## Systematyka
Gatunek ten po raz pierwszy zgodnie z zasadami nazewnictwa binominalnego opisał w 1790 roku John Latham, nadając mu nazwę Sylvia ludoviciana; jako miejsce typowe wskazał Luizjanę. Obecnie gatunek zaliczany jest do rodzaju Thryothorus.
Wyróżniono następujące podgatunki T. ludovicianus:
- T. ludovicianus ludovicianus – strzyżyk karoliński[5] – południowo-wschodnia Kanada i wschodnie USA.
- T. ludovicianus miamensis – Floryda (południowo-wschodnie USA).
- T. ludovicianus nesophilus – Dog Island (u wybrzeży północno-zachodniej Florydy).
- T. ludovicianus burleighi – wyspy u wybrzeży stanu Missisipi (południowo-środkowe USA).
- T. ludovicianus lomitensis – Teksas (południowo-środkowe USA) i północny Tamaulipas (północno-wschodni Meksyk).
- T. ludovicianus oberholseri – południowo-zachodni Teksas (południowo-środkowe USA) i północny Meksyk.
- T. ludovicianus berlandieri – wschodnia Coahuila, Nuevo León i południowo-zachodni Tamaulipas (północno-środkowy i północno-wschodni Meksyk).
- T. ludovicianus tropicalis – wschodnie San Luis Potosí i południowy Tamaulipas (wschodnio-środkowy Meksyk).

Podgatunki o statusie spornym, przez niektórych systematyków wydzielane do osobnego gatunku Thryothorus albinucha:
- T. ludovicianus albinucha – strzyżyk białobrody[5] – południowo-wschodni Meksyk, północne Belize i północna Gwatemala.
- T. ludovicianus subfulvus – Gwatemala i Nikaragua.

W szerszym ujęciu systematycznym, obejmującym 10 powyższych podgatunków, rodzaj Thryothorus jest monotypowy.

## Morfologia i tryb życia
Długość ciała 11,5–14 cm. Duży, rdzawy wierzch głowy i grzbietu, ciemne prążki na skrzydłach i ogonie. Gardło białe, spód ciała płowordzawy, brew biała. Ogon ma długi. Ptak często nim podryguje, zadziera do góry i opuszcza. Dziób ma długi, ciemny oraz lekko zakrzywiony. Bardzo ruchliwy.

## Zasięg, środowisko
Osiadły w ogrodach i zaroślach nadwodnych środkowo-wschodniej oraz południowo-wschodniej części Ameryki Północnej.

## Status
W Czerwonej księdze gatunków zagrożonych IUCN stosowane jest ujęcie systematyczne według listy ptaków świata opracowywanej we współpracy BirdLife International z autorami Handbook of the Birds of the World. Takson ten jest tam dzielony na dwa osobne gatunki – strzyżyk karoliński (T. ludovicianus) i strzyżyk białobrody (T. albinucha). Oba zaliczane są do kategorii najmniejszej troski (LC, Least Concern). W 2020 roku organizacja Partners in Flight szacowała liczebność światowej populacji lęgowej na 19 milionów osobników. Trend liczebności populacji oceniany jest jako wzrostowy.